# Austracris eximia
Austracris eximia är en insektsart som först beskrevs av Sjöstedt 1931.  Austracris eximia ingår i släktet Austracris och familjen gräshoppor. Inga underarter finns listade i Catalogue of Life.